# Salmôn
Pour les articles homonymes, voir Salmon.
Salmon ou Shalmon (hébreu שַׂלְמֹון֙, grec σαλμων) est un ascendant de David, de la tribu de Juda, et un membre de la première génération d'Israélites à traverser le Jourdain. Il était aussi peut-être l'un des deux espions que Josué a envoyé à Jéricho avant sa traversé du Jourdain. Il est père de Boaz.

## Généalogie
Salmon, fils de Nahshon, s'est marié avec Rahab « la Catin », qui avait donné asile aux deux espions israélites à Jéricho. Ils sont les parents de Boaz ("Salmon engendra Boaz de Rahab.")
Quelques interprétateurs de ce verset du Nouveau Testament suggèrent que Rahab la Catin et Rahab mère de Boaz ne sont pas la même femme.

## Carrière
Jones suggère que Salmon était un des deux espions que Josué a envoyé à Jéricho après qu'il a pris le commandement après la mort de Moïse. Cette hypothèse expliquerait comment il a rencontré Rahab.
La division du pays parmi les douze tribus d'Israël a eu lieu huit ans plus tôt. Boaz était leur seul fils nommé mais pas nécessairement leur seul enfant.